# Syncephalis truncata
Syncephalis truncata är en svampart som beskrevs av Boedijn 1958. Syncephalis truncata ingår i släktet Syncephalis och familjen Piptocephalidaceae.   Inga underarter finns listade i Catalogue of Life.